# تيري وايتهيد
تيري وايتهيد (بالإنجليزية: Terry Whitehead) هو عداء سريع بريطاني، ولد في 10 يناير 1957 في بيتربرة في المملكة المتحدة.

## وصلات خارجية
- تيري وايتهيد على موقع أوليمبيديا (الإنجليزية)